# Енвер-паша — зрадник Туреччини
«Енвер-паша — зрадник Туреччини» (рос. Энвер-паша — предатель Турции) — фільм російського кінорежисера Володимира Гардіна. Фільм йдеться про Енвер-пашу. Цей фільм є дебютним для відомого вірменського кінорежисера Амо Бек-Назаряна.

## Актори
- Володимир Гардін — Вільгельм II
- Володимир Максімов — Енвер-паша
- Амо Бек-Назарян — стражник